# Yield to the Night
Yield to the Night (també titulada Blonde Sinner) és una pel·lícula del gènere drama criminal britànica, dirigida el 1956 per J. Lee Thompson i protagonitzada per Diana Dors. La pel·lícula es basa en la novel·la del mateix títol publicada el 1954 per Joan Henry. La història conté una semblança superficial amb el cas de Ruth Ellis, que s'havia produït l'any anterior. La pel·lícula va rebre molta atenció crítica positiva, sobretot per l'actuació inesperada de Dors, que prèviament havia estat llançada únicament com a versió britànica de la típica "rossa explosiva". La pel·lícula fou nominada a la Palma d'Or al 9è Festival Internacional de Cinema de Canes de 1956.

## Argument
Mary Price Hilton (Diana Dors) ha estat jutjada per assassinat i sentenciada a morir en la forca, i passa les seves últimes setmanes en la cel·la dels condemnats d'una presó de dones britànica. Mentrestant ella recorda els esdeveniments de la seva vida abans de l'assassinat.

## Repartiment
- Diana Dors – Mary Hilton
- Yvonne Mitchell – Matron Hilda MacFarlane
- Michael Craig – Jim Lancaster
- Marie Ney – Governadora de la presó
- Geoffrey Keen – Capellà de la presó
- Liam Redmond – Metge de la presó
- Olga Lindo – Matrona principal
- Joan Miller – Matrona Barker
- Marjorie Rhodes – Matrona Brandon
- Molly Urquhart – 	Matrona Mason
- Mary Mackenzie – Matrona Maxwell
- Harry Locke – Fred Hilton
- Michael Ripper – Roy,
- Joyce Blair – Doris
- Charles Clay – Bob
- Athene Seyler – Miss Bligh
- Mona Washbourne – Mrs. Thomas
- Alec Finter – Mr. Thomas,
- Mercia Shaw – Lucy
- Marianne Stone – Nova Matrona Richardson
- Charles Lloyd-Pack – Advocat de Mary
- Dandy Nichols – Mrs. Price
- John Charlesworth – Alan Price